# We Shall Overcome
"We Shall Overcome We Shall Overcome" é uma canção de protesto, que se tornou um hino chave do movimento dos direitos civis dos negros nos Estados Unidos (1955-1968). O título e a estrutura da canção são derivados de uma antiga canção gospel "I'll Overcome Someday", do compositor afro-americano Charles Albert Tindley. A canção foi publicado em 1947, como "We Will Overcome" no “People's Songs Bulletin” (uma publicação de Canções Populares, organizada por Pete Seeger o qual foi o diretor e guia espiritual). Ela apareceu no boletim como uma contribuição de e com uma introdução de Zilphia Horton, então diretora de música da “Highlander Folk School of Monteagle”, Tennessee, uma escola de educação de adultos de organizadores sindicais treinados. Era sua canção favorita e ela ensinou a muitos outros, incluindo Pete Seeger, que o incluiu em seu repertório, como fizeram muitos outros cantores de ativistas, como Frank Hamilton e Joe Glazer, que a gravou em 1950.
A canção tornou-se associada com o movimento dos Direitos Civis, de 1959, quando Guy Carawan assumiu como líder de canção em Highlander, que foi então focado em ativismo não-violento pelos direitos civis. Ela rapidamente se tornou hino não oficial do movimento. Seeger e outros famosos cantores popular na década de 1960, como Joan Baez, que cantou a música em comícios, festas folclóricas e shows no Norte e ajudou a torná-la amplamente conhecida. Desde a sua ascensão para a proeminência, a música, e as canções com base nela, têm sido usados em uma variedade de protestos em todo o mundo.